# Ноа Вайлі
Ноа Страусер Спір Вайлі (англ. Noah Strausser Speer Wyle, нар. 4 червня 1971, Лос-Анджелес, Каліфорнія, США) — американський актор театру, кіно та телебачення, відомий виконанням ролі лікаря Джона Картера у телесеріалі «Швидка допомога» та науковця Фліна Карсена у трилогії фільмів «Бібліотекар» і в серіалі-спін-офі «Бібліотекарі». Він також зіграв Стіва Джобса в документальній кінодрамі 1999 року «Пірати Кремнієвої долини».

## Кар'єра
Першою кінороллю Ноа Вайлі була роль молодика (некредитована) у комедійному вестерні 1985 року «Пристрасть у пилу́». Однак фільм успіху не мав. У 1991 році у фільмі «Деформовані  серця» Ноа Вайлі зіграв роль молодшого сина у сім’ї, яка, як писала критика, «як і фільм потребує терапії». Його першою серйозною роботою став касовий фільм «Декілька хороших хлопців» 1992 року.
У 1994-2005 роках він грав роль лікаря Джона Картера у серіалі «Швидка допомога». Ця роль принесла йому п'ять номінацій на телевізійну премію «Еммі» і три номінації на премію «Золотий глобус».
Одночасно з участю у серіалі, він також грав у інших кінострічках: роль Ворена у фільмі «Тіні минулого» (1997), роль Стіва Джобса у фільмі «Пірати Кремнієвої долини» (1999), Кеніта Монітова у фільмі «Донні Дарко» (2001), Роббі у фільмі «З мене досить!»  (2002 р.), Марка Річарда у фільмі «Білий олеандр» (2002 р.). Він також з'явився як доктор Расел в одному з  епізодів серіалу «Друзі» разом з Джорджем Клуні.

## Цікаво
- Ноа Вайлі був єдиним серед головних персонажів серіалу «Швидка допомога», який протримався від першого сезону в 1994 році до одинадцятого сезону в 2005 році.[2]
- У 1999 році у Нью-Йорку Ноа Вайлі зіграв роль Стіва Джобса на початку виставки-ярмарку та конференції MacWorld Expo.[3]

## Фільмографія
| Рік       |    | Українська назва                                 | Оригінальна назва                                   | Роль                                |
| --------- | -- | ------------------------------------------------ | --------------------------------------------------- | ----------------------------------- |
| 1985      | ф  | Пристрасть у пилу́                                | Lust in the Dust                                    | хлопець                             |
| 1992      | ф  | Декілька хороших хлопців                         | A Few Good Men                                      | Джефрі Барнс                        |
| 1994—2009 | с  | Швидка допомога                                  | Emergency Room                                      | лікар Джон Картер                   |
| 1999      | ф  | Пірати Кремнієвої долини                         | Pirates of Silicon Valley                           | Стів Джобс                          |
| 2001      | ф  | Донні Дарко                                      | Donnie Darko                                        | професор Кеннет Монітов             |
| 2004      | ф  | Бібліотекар: У пошуках списа долі                | The Librarian: Quest for the Spear                  | Флінн Карсен                        |
| 2006      | ф  | Бібліотекар: Повернення в копальні царя Соломона | The Librarian: Return to King Solomon's Mines       | Флінн Карсен                        |
| 2008      | ф  | Бібліотекар: Прокляття Юдиного потиру            | The Librarian: Curse of the Judas Chalice           | Флінн Карсен                        |
| 2011—2015 | с  | Коли падають небеса                              | Falling Skies                                       | Том Мейсон                          |
| 2014      | мс | Фінеас і Ферб                                    | Phineas and Ferb                                    | Мартин «Постачальник новин» (голос) |
| 2014—2018 | с  | Бібліотекарі (телесеріал)                        | The Librarians                                      | Флін Карсен                         |
| 2015      | ф  |                                                  | The World Made Straight                             | Леонард                             |
| 2015      | с  | П'яна історія                                    | Drunk History                                       | Томас Нест                          |
| 2016      | с  | Енджі Трайбека                                   | Angie Tribeca                                       | Адміністратор лікарні               |
| 2016      | с  |                                                  | Adoptable                                           | Ноа Вайлі                           |
| 2017      | ф  | Вотерґейт: Падіння Білого дому                   | Mark Felt: The Man Who Brought Down the White House | Стен Поттінґер                      |
| 2017      | ф  | Постріл                                          | Shot                                                | Марк Ньюмен                         |
| 2017      | тф | Зразковий громадянин                             | Perfect Citizen                                     | Дек                                 |
| 2018      | с  | Романови                                         | The Romanoffs                                       | Іван                                |
|           | тф |                                                  | Red Line                                            | Деніел Келдер                       |